# Riccardo Filangieri (storico)
Riccardo Filangieri di Candida Gonzaga (Napoli, 16 aprile 1882 – Napoli, 21 luglio 1959) è stato un archivista, storico e genealogista italiano, storica figura di funzionario e direttore dell'Archivio di Stato di Napoli.

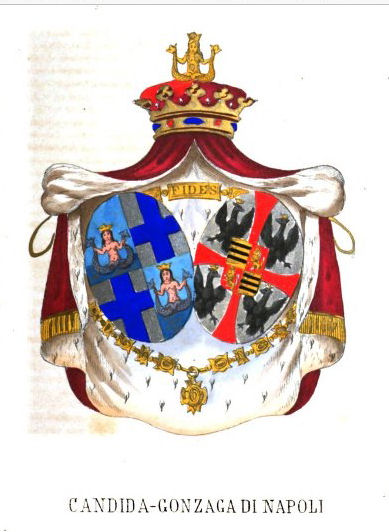
Stemma della famiglia Candida-Gonzaga

La vastità degli interessi da lui coltivati è testimoniata dall'ampio ventaglio delle sue pubblicazioni, che spaziano su campi come l'archivistica, la storia, la numismatica medievale, l'araldica e la storia di famiglia, la genealogia, fino alla storia dell'arte.
Discendente dei Filangieri, storica famiglia gentilizia napoletana, figlio del conte Berardo (Sulmona, 26 febbraio 1845 – Napoli, 25 ottobre 1920) e di Maria Masola dei marchesi di Trentola, Riccardo Filangieri era fratello minore dello storico dell'arte Antonio (Napoli, 13 dicembre 1867 – Massa Lubrense, 4 agosto 1916).

## Biografia

### Studi e carriera

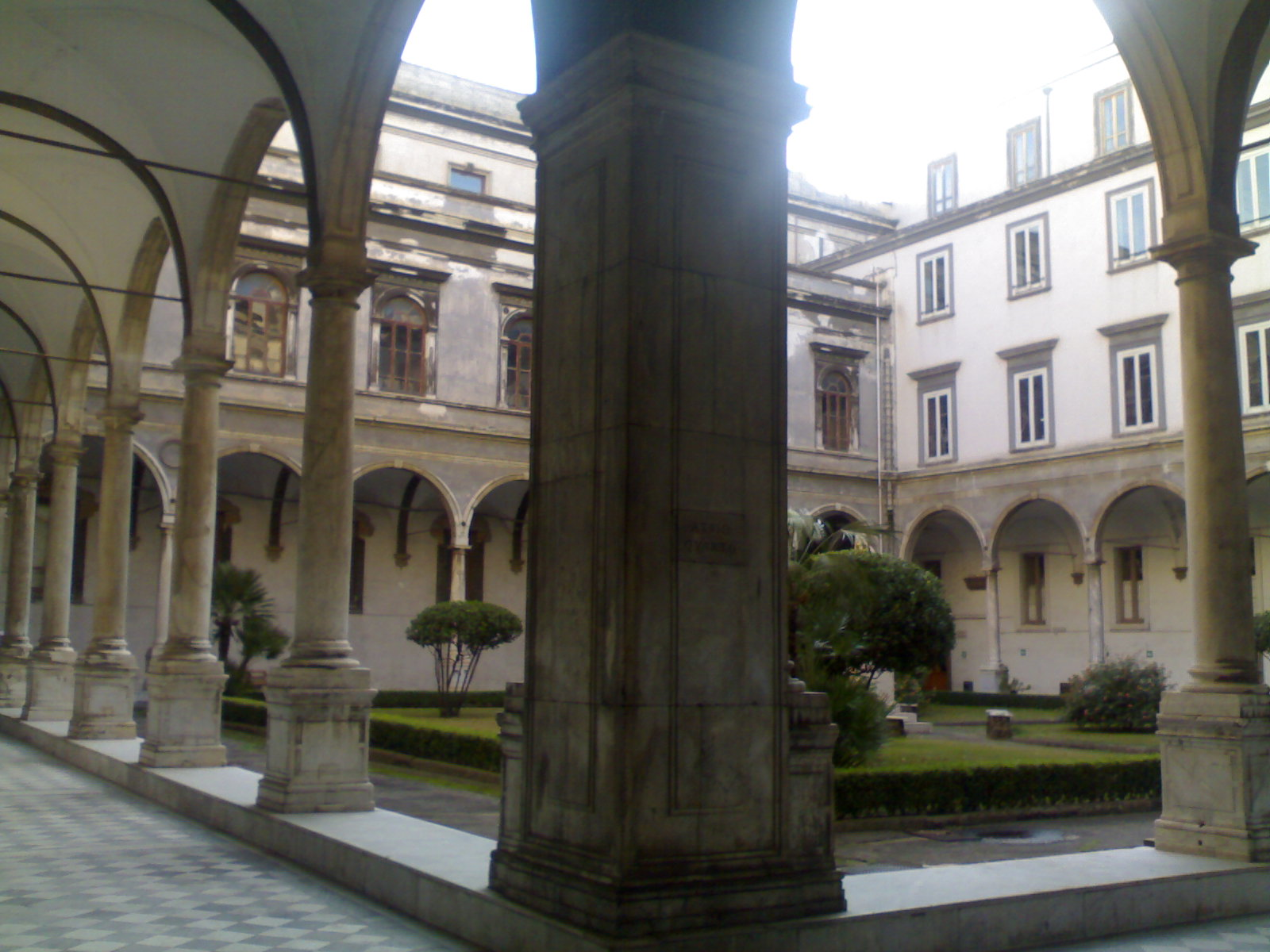
La sede dell'archivio napoletano nei chiostri dei Santi Severino e Sossio, dell'omonima chiesa

Dopo gli studi al Real Collegio Militare della Nunziatella, e la laurea in giurisprudenza all'Università di Napoli (1906), Filangieri abbandonò il diritto per seguire la propria vocazione per la storia, la genealogia e l'araldica, campo, quest'ultimo, in cui divenne ferratissimo, anche grazie alla discendenza dai Filangieri, famiglia di antichissima nobiltà del Regno delle due Sicilie.
Il suo lavoro in campo archivistico iniziò per concorso, nel 1911, all'Archivio di Stato di Napoli, che da alcuni anni poteva beneficiare dell'ammodernamento operatovi da Bartolommeo Capasso. Proprio la dottrina e la tecnica di Capasso contribuirono a fare di lui un «esemplare archivista moderno». Dell'archivio statale napoletano sarà soprintendente dal 1934 al 1956, guidandolo egregiamente nella fase difficile delle distruzioni belliche.
Senza lasciare l'archivio napoletano, Filangieri divenne soprintendente archivistico per la provincia napoletana dal 1939, e ispettore generale per gli archivi dal 1947. Fu inoltre presidente dell'Associazione Archivistica Italiana, del Comitato internazionale per la bibliografia archivistica e del Consiglio internazionale degli archivi del quale era già stato delegato costituente in rappresentanza dell'Italia, alla sua fondazione nel 1952.
Fu autore di lavori di paleografia, diplomatica, numismatica, ma si occupò, in misura non trascurabile, anche di storia dell'arte, materia per la quale ricoprì inoltre un incarico di insegnamento nell'ateneo federiciano, dal 1928 al 1934.

#### Politiche di acquisizione di archivi privati
Svolse inoltre un'intensa opera di sensibilizzazione e persuasione a evitare lo smembramento di importanti archivi di famiglia, in favore della loro tutela, dell'accessibilità e della loro acquisizione. Cercando la collaborazione delle famiglie proprietarie, attuo una «politica di contemperamento delle norme coercitive e di legge con particolari accorgimenti di natura psicologica», tentando di appianare quelle che lui definiva divergenze solo apparenti tra l'interesse privato dei possessori e quello pubblico di cui è portatrice la società civile.
Il primo risultato di questa politica di persuasione fu, nel 1935, l'acquisizione dell'archivio della famiglia Giudice Caracciolo di Cellammare, detenuto allora per via ereditaria dalla principessa Giulia Giudice Caracciolo di Cellammare dei Serra di Cardinale, nel quale si erano accumulati, confluitivi per vie successorie, i fondi di numerose famiglie gentilizie come i Caracciolo di Villa, i Giudice di Cellammare, i  di Palma d'Artois, i Muscettola di Leporano, i Palagano di San Vito e Cellammare, i del Balzo di Schiavi. Era il primo passo di un percorso che avrebbe portato l'archivio napoletano, nel 1956, a una dotazione di 40 nuovi importanti fondi provenienti dagli archivi privati di famiglia, per la cui sistemazione fu predisposta nel 1956 un'apposita sezione dedicata alla loro raccolta, all'interno dei locali del chiostro dell'ex monastero annesso alla chiesa dei Santi Severino e Sossio. Il lavoro di acquisizione, proseguito dai suoi successori, tra cui va ricordata Iole Mazzoleni, ha fatto crescere la dotazione della sezione gentilizia a oltre 130 fondi, di varia provenienza. L'acquisizione degli archivi privati, soprattutto dei materiali membranacei, ha avuto anche l'effetto di mitigare i danni subiti durante la seconda guerra mondiale, soprattutto nel settore diplomatistico.

##### Archivio Borbone
Si deve poi alla sua opera di persuasione la valutazione, il recupero e l'acquisizione da parte dello stato, nel 1953, dell'Archivio Borbone, quel compendio di oltre 35.000 unità archivistiche, che con l'esilio di Francesco II, ultimo Borbone di Napoli, aveva preso la strada di Monaco di Baviera ed era custodito nel castello di Hohenschwangau, nella disponibilità di Ferdinando, erede borbonico.

### Distruzione e ricostruzione della Cancelleria angioina

#### Rappresaglia sul deposito di sicurezza
Il nome di Riccardo Filangieri è legato proprio al periodo bellico e postbellico, quando il locale comando della Wehrmacht, ben consapevole dell'immenso valore del prezioso contenuto, ordinò una rappresaglia. Il risultato fu l'inaspettata distruzione di 866 casse di documenti, una massa di documentazione archivistica che si credeva di aver messo al riparo dai bombardamenti, mediante occultamento nel nolano, all'interno della villa Montesano di San Paolo Belsito.
Tra quelle casse era compreso il materiale di «maggior pregio storico», la «gemma» più preziosa dell'archivio di Stato di Napoli, la Cancelleria Angioina: «375 registri in pergamena e 3 in carta; 4 registri frammentari detti "registri nuovi"; 66 volumi in carta, intitolati "fascicoli"; 37 volumi di atti membranacei originali, detti "arche in pergamena"; 21 volumi di atti cartacei, pure originali, detti "arche in carta"». Tra i beni perduti, anche l'unico registro superstite della cancelleria imperiale di Federico II, quello relativo agli anni 1239-1240.
Unici superstiti della sciagura furono i pochi materiali lasciati in sede: qualche frammento, i repertori di Onofrio Sicola, Michelangelo Chiarito, Carlo Borrelli e tre volumi dei Notamenta di Carlo De Lellis.
L'amarezza del Filangieri per l'immane perdita culturale fu acuita dal fatto che il Ministero dell'interno, nelle misure adottate a tutela del patrimonio archivistico, aveva totalmente disatteso le precise valutazioni contrarie da lui espresse nel 1935, quando non sarebbe mancato il tempo per apprestare la soluzione da lui proposta, un deposito di sicurezza all'interno degli ampi spazi dell'archivio napoletano. Filangieri motivava in questo modo i pericoli di una dislocazione: «la mole considerevole, anche delle sole scritture più preziose, la difficoltà di un trasporto improvviso e quella di trovare un luogo sicuro da tutti i pericoli ai quali vanno soggette le scritture, specie l'incendio e l'umidità, consigliano di pensare e preparare entro le stesse mura di questo vasto edificio un ricovero ben munito da ogni pericolo di un trasloco di emergenza, la difficoltà di trovare un deposito al riparo da umidità e incendi».

#### Progetto di ricostruzione

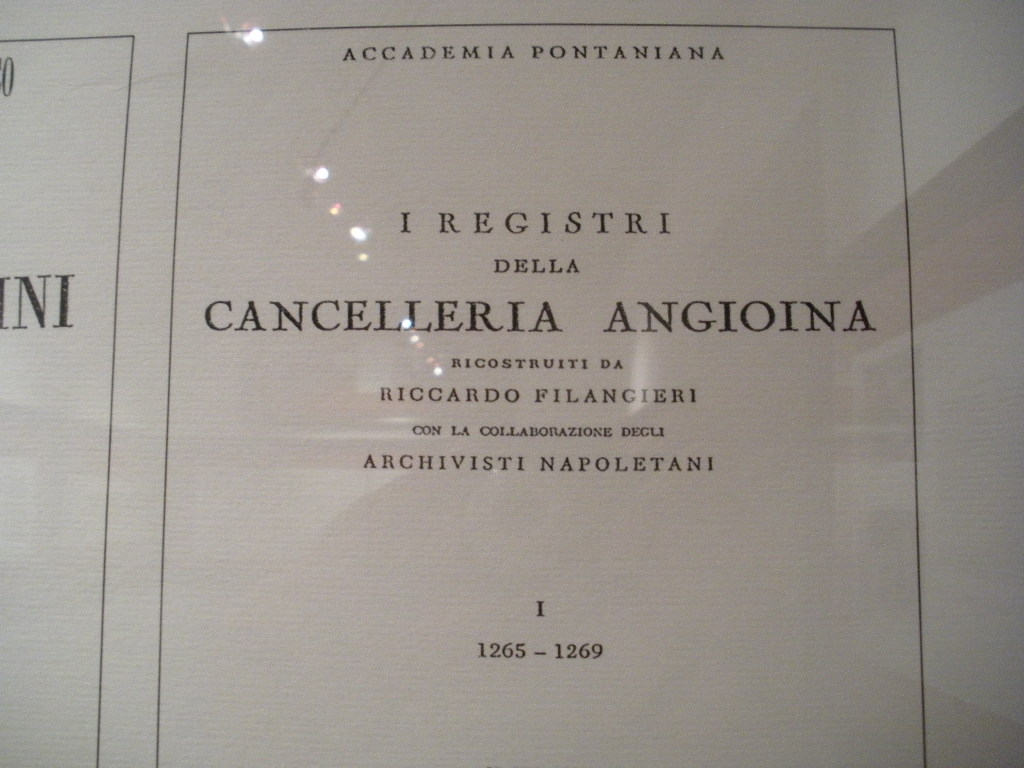
Il primo volume de I registri della cancelleria angioina editi dall'Accademia Pontaniana, opera massima di Filangieri

Filangieri concepì allora un'opera colossale, che appariva allo stesso tempo discutibile e disperata allo scetticismo dei più, ma che egli portò avanti con perseveranza fino alla morte, grazie al finanziamento dell'Accademia Pontaniana, coinvolta nel progetto su indicazione di Benedetto Croce: la ricostruzione minuziosa degli archivi perduti, basandosi su tutte le tracce rimaste in vita - «originali, copie, manoscritti, microfilm e fotocopie esistenti nell'AS Napoli e altrove, trascritti, pubblicati o raccolti da studiosi italiani e stranieri di ogni tempo» - anche attraverso l'interlocuzione dei 350 studiosi che vi avevano avuto a che fare negli ultimi 40 anni.
Il lavoro di Filangeri si avvalse, nella struttura e nell'ordinamento, degli studi compiuti da Paul Durrieu, membro dell'Académie des inscriptions et belles-lettres di Parigi che, al tempo della direzione Capasso, aveva lavorato sui registri primitivi di Carlo d'Angiò, fornendo al proposito un saggio di ricostruzione inventariale sistematica, per anno di indizione. Filangieri si poté valere poi di lavori e repertori compilati nel tempo da altri studiosi ed eruditi, come i tre volumi superstiti di Carlo De Lellis, frutto di uno spoglio dei registri compiuto «con una costanza sbalorditiva», o come le trascrizioni, registrazioni, e riproduzioni fotografiche effettuate sul registro di Federico II di Svevia e sui registri angioini da Eduard Sthamer.
Il lavoro di Filangieri e dei suoi collaboratori si avvantaggiò del «magistrale riordinamento della Cancelleria angioina» dovuto a Bartolomeo Capasso. Con questa scelta si è potuto perseguire la ricostruzione dell'archivio medievale nella sua originaria struttura, secondo l'ordine in cui era stato formato dalla cancelleria del tempo, e non nell'aspetto che aveva raggiunto al momento della distruzione.

#### Ufficio della ricostruzione angioina
L'Ufficio della ricostruzione angioina fu la creatura da lui predisposta allo scopo. Istituito nel 1944, riuscì a condurre in porto, dal 1950 al 1959, la pubblicazione dei primi 13 volumi, l'ultimo dei quali postumo, de I Registri della Cancelleria angioina ricostruiti da Riccardo Filangieri con la collaborazione degli archivisti napoletani, all'interno della collana editoriale pontaniana "Testi e documenti di storia napoletana". A questi sono da aggiungere altri tre volumi che Filangieri lasciò pressoché completi in forma manoscritta.
L'Ufficio della ricostruzione angioina ha proseguito il lavoro anche dopo la sua morte, sotto gli auspici dell'Accademia Pontaniana, che si fa carico degli oneri, e con la direzione di Jole Mazzoleni, ed è tuttora operante, sotto la guida di Stefano Palmieri.

### Araldica
Seguendo le tradizioni familiari, nell'alveo degli interessi di suo padre, Riccardo Filangieri coltivò anche, con esiti di altissimo livello, lo studio dell'araldica: egli prestò la sua competenza, ad esempio, al Sovrano Militare Ordine di Malta, che se ne avvalse come "supremo consulente" nel dirimere complesse questioni araldiche.
Prima dell'abrogazione costituzionale della Consulta araldica, Riccardo Filangieri fu inoltre membro della Giunta araldica del Regno d'Italia e della Commissione araldica regionale, di cui fu dapprima segretario e quindi vicepresidente.

## Onorificenze e affiliazioni
- Gran Balì d'onore e devozione del Sovrano Militare Ordine di Malta
- Gran collare dell'Ordine costantiniano di San Giorgio

### Affiliazione all'Accademia Pontaniana
Riccardo Filangieri di Candida ebbe un ruolo importante nell'Accademia Pontaniana, di cui fu membro dal 26 gennaio 1927, succedendo a Gennaro Aspreno Galante ed essendone segretario generale fino alla morte.
Dopo le distruzioni della guerra, fu uno dei protagonisti della rinascita dell'Accademia, quando, il Comando alleato, con decreto del 19 febbraio 1944, ne ordinò il ripristino. Filangieri fu membro del Comitato dei dieci, il gruppo dei responsabili dell'esecuzione del decreto, nominato a quell'ufficio insieme a Maria Bakunin, Vincenzo Arangio Ruiz, Renato Caccioppoli, Antonio Carrelli, Ferruccio De Lorenzo, Fausto Nicolini, Adolfo Omodeo, Umberto Pierantoni, Gaetano Quagliariello.

## Opere
- Storia di Massalubrense, Napoli, 1910.
- Notizie sulle monete in uso in Puglia dal sec. X al XII, in Supplemento alle Monete del Reame delle Due Sicilie, III (1913).
- Sulla Ramesina pugliese, in Supplemento alle Monete del Reame delle Due Sicilie, IV (1914).
- Appunti di cronografia per l'Italia meridionale, in Gli Archivi italiani, I (1914), pp. 136–149.
- Il Capasso sulla storia di Sorrento, in Sorrento, III (1915).
- Sorrento e la sua penisola, coll. "Italia artistica", Istituto Italiano d'Arti Grafiche, Bergamo 1917
- Codice diplomatico amalfitano, I, Le pergamene di Amalfi dell'Archivio di Stato di Napoli (907-1200), Napoli, 1917.
- La "Charta amalphitana", Siena, 1919.
- I "Curiales" di Amalfi, Napoli, 1921.
- Una raccolta di pergamene amalfitane in Scala, in Gli Archivi italiani, VIII (1921).
- Storia della Università di Napoli. Scritta da Francesco Torraca, Gennaro Maria Monti, Riccardo Filangieri di Candida, Nino Cortese, Michelangelo Schipa, Alfredo Zazo, Luigi Russo, R. Ricciardi, Napoli, 1924.
- La chiesa e il monastero di San Giovanni a Carbonara, L. Lubrano, Napoli, 1924.
- Codice diplomatico barese, X, Le pergamene di Barletta dell'Archivio di Stato di Napoli, Bari, 1928.
- Notamenti e repertori delle Cancellerie napoletane compilati da Carlo De Lellis e da altri eruditi dei secc. XVI e XVII, in Atti dell'Accademia Pontaniana, LVIII (1928).
- La casa di Federico d'Aragona in Castel Nuovo, in Studi in onore di Michelangelo Schipa, Napoli, 1926.
- Castel Nuovo, reggia angioina ed aragonese di Napoli, Ed. Banco di Napoli, 1934.
  - ristampa: L'Arte tipografica, Napoli, 1964.
- Restauri e riordinamenti nel R. Arch. di Stato di Napoli, in Archivi, V (1938), p. 233 e segg.
- I banchi di Napoli dalle origini alla costituzione del Banco delle Due Sicilie (1539-1808), Napoli, 1940 (primo volume della Storia del Banco di Napoli, per il quarto centenario dell'istituto di credito).
- Relazione sulla distruzione del deposito di documenti di maggior pregio storico dell'Archivio di Stato di Napoli operata dai Tedeschi il 30 settembre 1943, in Hilary Jenkinson - Henry E. Bell, Italian archives during the war and its close, His Majesty's Stationery Office, Londra, 1946, pp. 44 e ss.
- Programma di ricostruzione dell'archivio della cancelleria angioina, in Notizie degli Archivi di Stato, VIII (1948), pp. 36 e segg.
- L'archivio dei principi di Bisignano, in Notizie degli Archivi di Stato, VIII (1948), pp. 98–100.
- Il codice miniato [degli stemmi che si conservava presso la Confraternita di Santa Marta] illustrato da Riccardo Filangieri, Electa editrice, Firenze, 1950.
- I Registri della Cancelleria angioina ricostruiti da Riccardo Filangieri con la collaborazione degli archivisti napoletani, 12 volumi, coll. "Testi e documenti di storia napoletana", Accademia Pontaniana, 1950-1959.
- Comunicazione su di un saggio di ricostruzione degli Archivi angioini di Napoli, in "Archivum", 1951, fasc. I, pp. 135–137.
- Codice diplomatico amalfitano, II, Le pergamene di Amalfi già nell'Archivio di Stato di Napoli (1201-1322). Appendice (860-1291), Trani, 1951.
- Perdita e ricuperi del diplomatico farnesiano, in Miscellanea archivistica Angelo Mercati, Città del Vaticano, 1952, pp. 269 e segg.
- L'archivio della real casa di Borbone in Napoli, in Archivio storico italiano, CXI (1953).
- Una cronaca napoletana figurata del Quattrocento, Accademia di architettura, lettere e belle arti (Cronica napoletana del Ferraiolo, da un codice napoletano, Ms 801 della Pierpont Morgan Library di New York), L'Arte tipografica, Napoli, 1956.
- Scritti di paleografia e diplomatica, di archivistica e di erudizione di R. Filangieri, "Pubblicazioni degli Archivi di Stato", presentazione di Jole Mazzoleni e introduzione di Ernesto Pontieri, Roma, 1970.
- L'Archivio di Stato di Napoli durante la seconda guerra mondiale, a cura di Stefano Palmieri, Napoli, Arte tipografica, 1996.